# Kops (Textil)

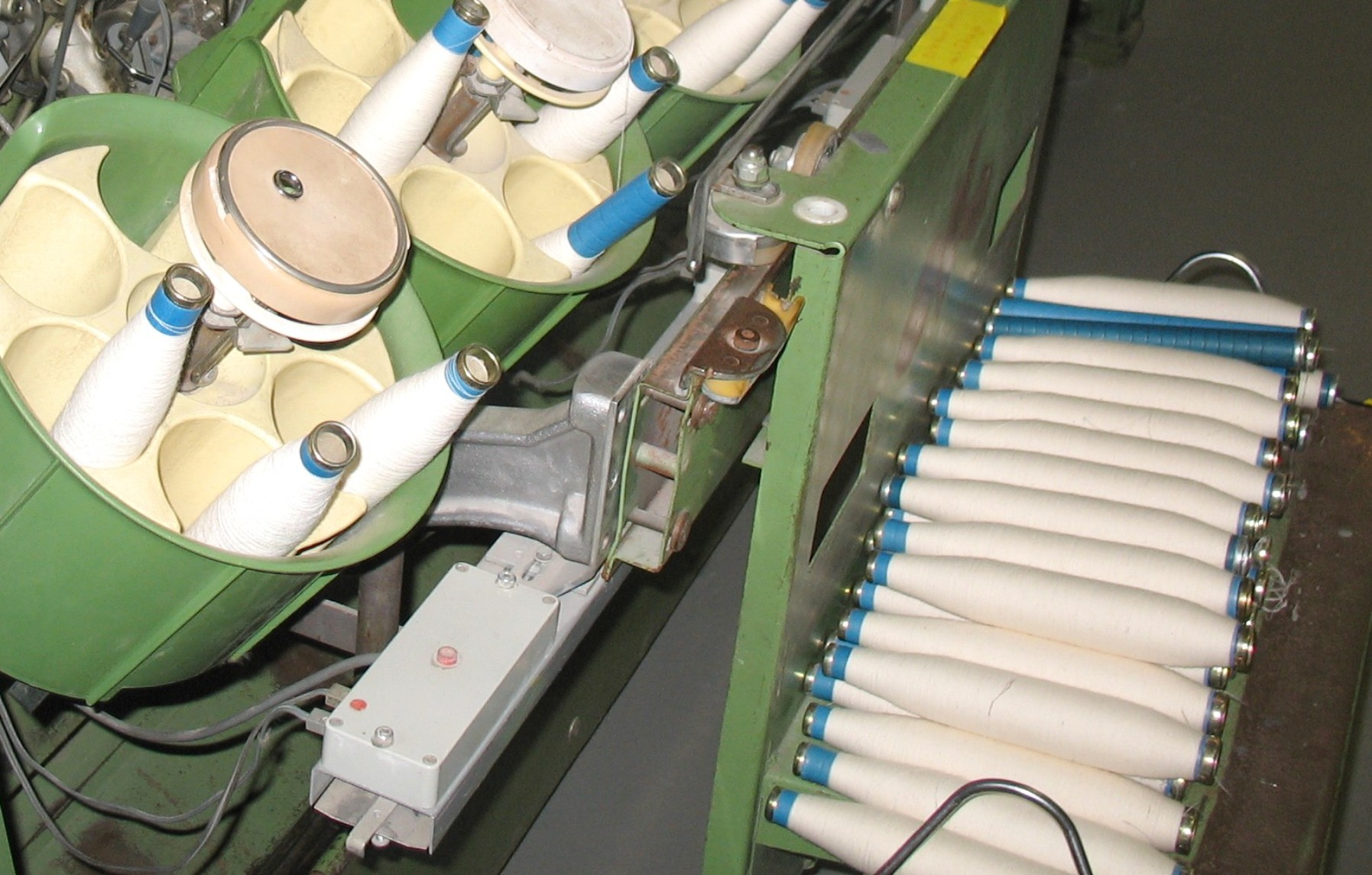
Kopse im Magazin einer Spulmaschine

Kops ist eine Form der Spule mit einer Hülse (Bobine oder Bobbin) für Ringspinn- oder Ringzwirnmaschinen.
Die Kopsform (siehe Bild rechts) wird dadurch erreicht, dass am unteren Teil der Hülse zuerst eine kegelförmige Basis gebildet wird, auf die dann abwechselnd je eine Schicht Garn verkreuzt und parallel aufgewickelt wird.
Der Hauptvorteil dieser Technik ist ein leichtes Abziehen des Garnes von der Hülse bei der Weiterverarbeitung. Die Abzugsgeschwindigkeit kann bei normalen Stapelfasergarnen (etwa beim Spulen) bis 20 m/s erreichen.
Die Hülsen werden aus imprägnierter Pappe oder aus Polyamid hergestellt, je nach Konstruktion der Spinn- oder Zwirnstellen können auf eine Hülse bis zu 400 Gramm Garn aufgewickelt werden.